# Pfeiffera boliviana
A Pfeiffera boliviana egy szűk elterjedési területű epifita kaktusz

## Jellemzői
Közepesen gazdagon elágazó hajtású növény, szárszegmensei 4 élűek, illetve keskenyen szárnyasak a tövüknél, az areoláknál bevágottak, az oldalágak 15–300 mm hosszúak, lapítottak és vékonyak, 10–20 mm szélesek, szélesen karéjosak, a karéjok 15–30 mm hosszúak. Sertéi száma 5-10 areolánként, színük a fehértől a sárgásfehéren át a rózsaszínig változhat, 2 mm hosszúak. Virágai magánosak, néha 2-3-as csoportokat képeznek, 15 mm hosszúak, és 1/3-2/3 ilyen szélesek, sárgásfehérek. Termése gömbölyded, 10 mm átmérőjű, csúcsa levágott.

## Elterjedése
Bolívia, La Paz, Cochabamba, epifitikus 1800 m tengerszint feletti magasságban (Cochabamba: 1050 m).

## Rokonsági viszonyai
Az Acanthorhipsalis subgenus tagja.